# غاري باليتو
غاري باليتو (بالإنجليزية: Gary Balletto)‏ مواليد 21 مايو 1975 في بروفيدنس، هو ملاكم أمريكي يصنف ضمن فئة الوزن الخفيف.

## إحصائيات
خاض خلال مسيرته 36 نزالا، فاز في 31 وتعادل في 2 وخسر في 3. فاز بالضربة القاضية في 26 نزالا.

## روابط خارجية
- غاري باليتو على موقع بوكس ريك (الإنجليزية) (registration required)